# Amstel Gold Race 1970
L'Amstel Gold Race 1970, quinta edizione della corsa, si svolse il 25 aprile 1970 su un percorso di 240 km da Helmond a Meerssen. Fu vinta dal belga Georges Pintens, che terminò in 6h 21' 30".

## Ordine d'arrivo (Top 10)

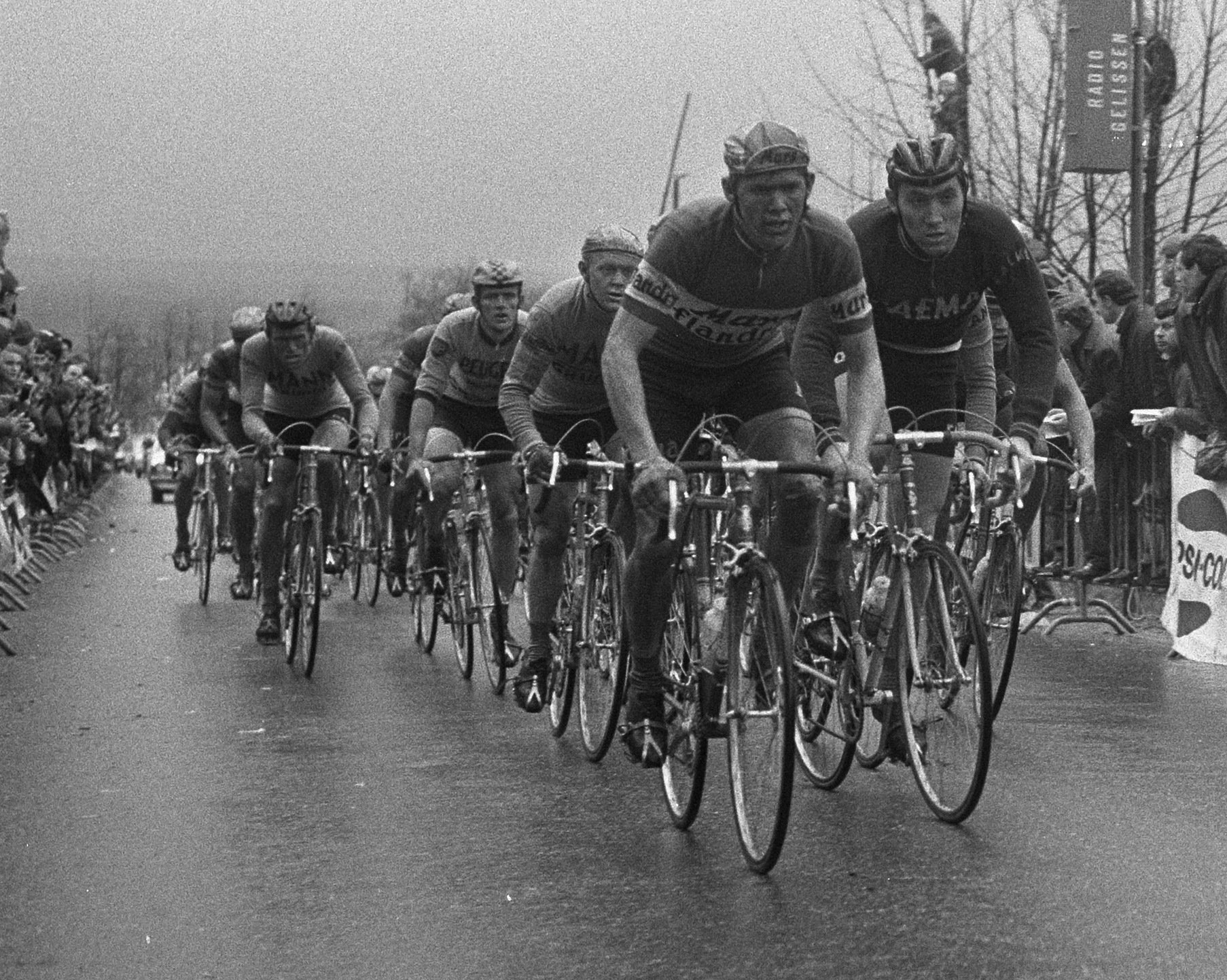
Erik De Vlaeminck guida il gruppo, con Eddy Merckx vicino a lui

| Pos. | Corridore          | Squadra       | Tempo    |
| ---- | ------------------ | ------------- | -------- |
| 1    | Georges Pintens    | Mann-Grundig  | 6h21'30" |
| 2    | Willy Vanneste     | Mann-Grundig  | s.t.     |
| 3    | André Dierickx     | Flandria-Mars | a 22"    |
| 4    | Eric Leman         | Flandria-Mars | a 33"    |
| 5    | Jos Schoeters      | Peugeot-BP    | s.t.     |
| 6    | Frans Verbeeck     | Geens-Watney  | s.t.     |
| 7    | Jan Krekels        | Caballero     | s.t.     |
| 8    | Eddy Merckx        | Faemino-Faema | s.t.     |
| 9    | Frans Melckenbeeck | Goldor-Fryns  | s.t.     |
| 10   | Wim Schepers       | Caballero     | s.t.     |